# Dashboard (Apple)
Apples Dashboard (englisch für Armaturenbrett) ist ein Anwendung in macOS für Dashboards im Sinne des Informationsmanagements, mit der sich Informationen übersichtlich darstellen lassen und die von Apple in Mac OS X Tiger (10.4) bis MacOS Mojave (10.14) genutzt wird, um Miniprogramme, genannt Widgets, darzustellen.
Das Programm Dashboard kann mit einer Taste (üblicherweise F4) ein- und ausgeblendet werden. Widgets können meist kostenlos aus dem Internet heruntergeladen werden. Dashboard ließ sich bis OS X Yosemite normalerweise nur ausblenden, nicht ausschalten. Über zusätzliche Hilfsprogramme jedoch konnte man es auch ganz deaktivieren.
Seit Mac OS X Lion wird das Dashboard standardmäßig als eigener "Space" in Mission Control angezeigt. Jedoch lässt es sich optional wie in früheren Versionen als Überlagerung über dem aktuellen Bildschirminhalt einblenden.
Seit der Einführung von Widgets für die Mitteilungszentrale in OS X Yosemite ist das Dashboard standardmäßig deaktiviert, jedoch kann man es in den Einstellungen aktivieren. Mit macOS Catalina wurde Dashboard entfernt.
Es gibt drei Möglichkeiten, Widgets zu programmieren. Die am weitesten verbreitete Form basiert auf HTML, CSS und JavaScript. Mit Mac OS X Leopard wurde Dashcode eingeführt, ein Programm, das das Erstellen von Widgets erheblich erleichtern soll. Weniger verbreitet ist die Möglichkeit, Widgets mittels Cocoa zu erstellen, die dem Entwickler mehr Eingriffsmöglichkeiten ins System eröffnet. Es gibt z. B. Kalender, Rechner, Wörterbücher, Wettervorhersagen und Spiele.